# La stella della redenzione
La stella della redenzione è un saggio di Franz Rosenzweig del 1921.

## Contenuti
(Franz Rosenzweig)
Nelle intenzioni dell'autore è un'opera intesa come ultima parola e solo in quanto tale definitiva e però relativa (al pensiero della morte). Consegnato a pochi interlocutori, innanzitutto a Martin Buber poi a Gertrud Oppenheim, Rudolf Hallo, Eduard Strauss, Leo Seligman ecc., l'autore non riesce subito a parlarne, convinto che «una volta che si è scritto qualcosa non lo si può più dire a voce».
Anche se alcune spiegazioni si troveranno nel successivo Das neue Denken, pubblicato nel 1925, il libro resta di fatto un poco misterioso e seppure viene venduto nelle comunità ebraiche con una certa frequenza, è di fatto poco letto, e soprattutto, in vita l'autore, piuttosto travisato o del tutto ignorato. In qualche modo quindi, è un libro ultimo, di comprensione e accettazione in ambito filosofico (non solo ebraico) quale postumo.
Scritto durante la prima guerra mondiale dapprima su cartoline postali, il libro si basa sulla figura della stella a sei punte (stella di David) che conta a partire dall'alto verso destra gli elementi di Dio, Rivelazione, Uomo, Redenzione, Mondo, Creazione, nei due triangoli dunque di tre essenze (divino, umano, cosale) nelle loro tre relazioni, al quale si applica una lettura intrecciata e non scomponibile di tre ambiti di pensiero: la teologia cristiana, la riflessione religiosa ebraica e la filosofia.
Con antiaccademismo consapevole e in un certo senso auto-compiaciuto, Rosenzweig si rende conto che le sue riflessioni non si rivolgono né ai filosofi di professione né al mondo dei teologi giudeo-cristiani, ma vuole che sia a servizio del senso comune e dell'uomo sano e libero da appartenenze agli ambiti che vede come scorciatoie settarie. Allo stesso tempo crede di riferirsi a e confrontarsi con la cultura europea del suo tempo, considerandosi, sia pure con tutte le differenze, un nuovo tipo di filosofo, come lo erano Friedrich Nietzsche e Arthur Schopenhauer, con il contributo non secondario di Johann Wolfgang von Goethe e, sebbene non citato spesso, ma presente in diversi commentatori, di Friedrich Schelling.
Il mondo, dato a caso ma necessario, è un tutto unico che è infinito ma non concluso e tende a escludere l'uomo che perciò lo può pensare, e in questo suo essere fuori del mondo si apparenta a Dio. L'essenza del mondo è cioè il logos, a cui non è consentito di rimanere nulla.
L'uomo non entra in relazione al mondo e agli uomini che lo abitano, ma il suo sé non ha relazioni, non può stabilirne e rimane sempre se stesso e per questo eterno. Ciascuno rimane sé, non accostato da altri, ma in tutti echeggia lo stesso suono, il sentimento del proprio sé, e far risuonare questo suono è compito dell'arte. Questo manifestarsi del mistero perenne è il miracolo costantemente rinnovato della rivelazione.
Al cuore del libro vi è la convinzione che la rivelazione è innanzitutto orientamento, disposizione dell'uomo nello spaziotempo, e quindi in connessione con Dio attraverso il linguaggio che viene all'uomo dalla creazione del mondo, e questa ripete, essendo la parola dell'uomo la stessa dei Nomi di Dio.
Il libro è difficilmente riassumibile e pur avendo un'organizzazione in parti e capitoli secondo l'indice che segue si allarga continuamente in riflessioni e considerazioni che tornano e non sono sistematiche (dopotutto il libro si apre con una critica a Hegel). In questo senso è stato anche visto da certi studiosi come una sorta di autobiografia.

## Edizione italiana
Nonostante fosse conosciuto e citato direttamente dalle diverse edizioni tedesche, una traduzione completa italiana è apparsa solo nel 1985, a cura di Gianfranco Bonola, presso Marietti editore di Genova e poi con Vita e Pensiero con gli ISBN 88-211-8618-0 ISBN 88-343-1239-2 ISBN 9788834312391.